# Hemihyalea orientalis
Hemihyalea orientalis là một loài bướm đêm thuộc phân họ Arctiinae, họ Erebidae.